# Championnat du monde masculin de basket-ball 1954
Navigation
1950 - Argentine 1959 - Chili
Le Championnat du monde masculin de basket-ball 1954 s'est déroulé au Chili du 22 octobre au 5 novembre 1954.

## Podium final
Le podium final de ce championnat du monde est :
| Médaille                  | Pays        |
| ------------------------- | ----------- |
| Médaille d'or, monde      | États-Unis  |
| Médaille d'argent, monde  | Brésil      |
| Médaille de bronze, monde | Philippines |

## Compétition
Les deux premiers de chaque groupe sont qualifiés pour le tour final. Lors de celui-ci, chaque équipe affronte les sept autres du groupe. Les équipes classées en troisième position de chaque groupe s'affrontent lors d'un tour de classement pour les places de 9 à 12.
Le classement final s'établit en fonction des classements du tour final et du tournoi de classement.

## Équipes participantes et groupes
| Groupe A Brésil Paraguay Philippines | Groupe B Canada Pérou États-Unis | Groupe C France Uruguay Yougoslavie | Groupe D Chili Taïwan Israël |

## Premier tour

### Groupe A
| Rang | Pays        | Pts | V | D |
| ---- | ----------- | --- | - | - |
| 1    | Brésil      | 4   | 2 | 0 |
| 2    | Philippines | 3   | 1 | 1 |
| 3    | Paraguay    | 2   | 0 | 2 |

### Groupe B
| Rang | Pays       | Pts | V | D |
| ---- | ---------- | --- | - | - |
| 1    | États-Unis | 4   | 2 | 0 |
| 2    | Canada     | 3   | 1 | 1 |
| 3    | Pérou      | 2   | 0 | 2 |

### Groupe C
| Rang | Pays        | Pts | V | D |
| ---- | ----------- | --- | - | - |
| 1    | Uruguay     | 4   | 2 | 0 |
| 2    | France      | 3   | 1 | 1 |
| 3    | Yougoslavie | 2   | 0 | 2 |

### Groupe D
| Rang | Pays   | Pts | V | D |
| ---- | ------ | --- | - | - |
| 1    | Israël | 4   | 2 | 0 |
| 2    | Taïwan | 3   | 1 | 1 |
| 3    | Chili  | 2   | 0 | 2 |

## Tournoi de classement
| Rang | Pays        | Pts | V | D |
| ---- | ----------- | --- | - | - |
| 9    | Paraguay    | 6   | 3 | 0 |
| 10   | Chili       | 5   | 2 | 1 |
| 11   | Yougoslavie | 4   | 1 | 2 |
| 12   | Pérou       | 3   | 0 | 3 |

## Tour final
| Rang | Pays        | Pts | V | D |
| ---- | ----------- | --- | - | - |
| 1    | États-Unis  | 14  | 7 | 0 |
| 2    | Brésil      | 13  | 6 | 1 |
| 3    | Philippines | 12  | 5 | 2 |
| 4    | France      | 10  | 3 | 4 |
| 5    | Taïwan      | 9   | 2 | 5 |
| 6    | Uruguay     | 9   | 2 | 5 |
| 7    | Canada      | 9   | 2 | 5 |
| 8    | Israël      | 8   | 1 | 6 |

## Classement final
| Rang | Équipe      |
| ---- | ----------- |
| 1    | États-Unis  |
| 2    | Brésil      |
| 3    | Philippines |
| 4    | France      |
| 5    | Taïwan      |
| 6    | Uruguay     |
| 7    | Canada      |
| 8    | Israël      |
| 9    | Paraguay    |
| 10   | Chili       |
| 11   | Yougoslavie |
| 12   | Pérou       |

## 5 Majeur du tournoi
- Carlos Loyzaga (Philippines)
- Kirby Minter (USA)
- Oscar Moglia (Uruguay)
- Zenny de Azevedo ("Algodão") (Brésil)
- Wlamir Marques (Brésil)